# Jože Dolgan
Jože Dolgan (tudi Josip Dolgan), slovenski učitelj, * 15. november 1886, Dolnja Košana, † 25. februar 1965, Ljubljana.

## Življenje in delo
Po maturi na ljubljanskem učiteljišču (1906) je poučeval v raznih krajih. Od 1911 je bil učitelj v Studenem pri Postojni, od 1923 je bil učitelj in ravnatelj v Trnovem pri Ilirski Bistrici, nakar je bil 1926 premeščen v Cordenons (pokrajina Pordenone). Še isto leto se je preselil v Kraljevino Jugoslavijo. Do 1939 je bil ravnatelj v Planini pri Rakeku, nato do nemške okupacije 1941 pa okrajni šolski nadzornik v Litiji. Po preselitvi v Ljubljano (1941) je takoj začel delovati v  narodnoosvobodilni borbi. Na Rogu je setavil učni načrt za osnovne šole na osvobojenem ozemlju, sodeloval pri sestavi učbenikov zanje ter na Primorskem in jeseni 1944 v Dobličah pri Črnomlju vodil tečaje za partizanske učitelje. Po osvoboditvi je bil vodja tečajev za mlade učitelje v gradu Rovne pri Pivki, v Kranju in Celju, nato pa do 1948 ravnatelj dvorazredne gospodarske šole v Kopru.
Kot učitelj v raznih krajih je spoznaval kmečka vprašanja ter se ob njih še posebej zavzemal za vzgojo in izobraževanje kmečke mladine. Izkušnje pri prosvetnem in šolskem delu je uspešno povezoval z najnovejšimi pedagoškimi dosežki v svetu in doma, zlasti z delavno šolo, ter tako spodbujal celotno šolsko in izobraževalno reformno gibanje v Sloveniji in Jugoslaviji. Z Ernestom Vrancem sta 1932 sestavila učni načrt in podrobni učni načrt za osnovne šole, ki sta bila temelj reforme osnovnega šolstva v Jugoslaviji. Objavil je več kot 30 razprav in člankov pedagoške, dodaktične in sociološke vsebine v listih Popotnik, Sodobni pedagog, Prosvetni delavec, Učizeljski tovariš in drugih. Njegovo izvirno delo je Zgodovina kmetijskega šolstva na slovenskem ozemlju do osvoboditve 1945; objavljen je le 1. del v knjigi Prispevki k zgodovini kmetijskega šolstva na Slovenskem (1967), celoten rokopis pa hrani Slovenski šolski muzej.